# Кинг, Джеймс, 5-й граф Кингстон
Джеймс Кинг, 5-й граф Кингстон (англ. James King, 5th Earl of Kingston; 8 апреля 1800 — 8 сентября 1869) — англо-ирландский пэр. Он был известен как Достопочтенный Джеймс Кинг с 1839 по 1867 год.

## Биография
Родился 8 апреля 1800 года. Младший сын Джорджа Кинга, 3-го графа Кингстона (1771—1839), и леди Хелены Мур (1773—1847), дочери Стивена Мура, 1-го графа Маунт-Кэшелла, и леди Хелены Родон. Получив образование в Тринити-колледже в Дублине, он был принят в Кингс-Иннс в Дублине, став адвокатом в 1825 году. Он был принят в Линкольнс-Инн в 1827 году и получил право заниматься адвокатской практикой.
21 января 1867 года после смерти своего бездетного старшего брата Джеймс Кинг унаследовал титулы 5-го графа Кингстона, 5-го барона Кингстона из Рокингема в графстве Роскоммон, 5-го виконта Кингстона из Кингсборо в графстве Слайго, 3-го барона Кингстона из Митчелстауна в графстве Корк и 9-го баронета Бойл-Эбби в графстве Роскоммон, а также семейную резиденцию в замке Митчелстаун на севере графства Корк.
25 августа 1860 года Джеймс Кинг женился на Энн Бринкли из Парсонстауна (? — 29 октября 1909), дочери Мэтью Бринкли и Гарриет Грейвс, внучке астронома Джона Бринкли. Их брак был бездетным.
Лорд Кингстон скончался в замке Митчелстаун в сентябре 1869 года в возрасте 69 лет. После его смерти титул барона Кингстона в системе Пэрства Соединённого королевства прервался, а все ирландские титулы унаследовал его родственник, Роберт Кинг, 2-й виконт Лортон (1804—1869), который стал 6-м графом Кингстоном.
Энн Кинг, вдовствующая графиня Кингстон, продолжала жить и управлять разрушающимися делами замка Митчелстаун, которой с 1873 года помогал её второй муж, Уильям Даунс Уэббер. После её смерти Уэббер продолжал жить там со своей семьей, пока он не был захвачен, разграблен и, наконец, сожжен дотла Ирландской республиканской армией в 1922 году во время Ирландской войны за независимость.